# Thommanon
Thommanon je kmerski hinduistički hram u Angkoru (Kambodža), izgrađen u 12. stoljeću. Hram se nalazi istočno od Angkor Thoma, odmah sjeverno od hrama Chau Say Tevoda.
Hram je izgrađen u stilu hrama Angkor Wata s obzidom od laterita promjera 50 x 40 m i četiri građevine od pješčenjaka koje su poredane u nizu od istoka prema zapadu: Istočna gopura (monumentalni portal), mandapa (molitvena dvorana), prasat (toranj iznad svetišta) i Zapadna gopura. Njegovi brojni sjajni bareljefi su mnogo bolje sačuvani od obližnjeg hrama-blizanca, Chau Say Tevoda koji je imao ukrašene drvene nadvratnike. Najbolje sačuvana su ulazne gopure na istoku i zapadu, te središnji toranj. Najviše je figura devatasa, božica s cvjetnim krunama i kambodžanskim suknjama - sampot.
1960-ih Thommanon je opsežno obnovila Francuska škola za Daleki istok (École française d'Extrême-Orient, tj. EFEO), a od 1992. godine je, kao dio Angkora, na popisu svjetske baštine UNESCO-a.
- Središnje svetište
- Tzv. "knjižnica"
- Nadvratnik sa Šivom
- Devatase na dovratnicima
- Detalj Devatasa